# Pseudognaptodon striatus
Pseudognaptodon striatus är en stekelart som beskrevs av Braga och Penteado-dias 2002. Pseudognaptodon striatus ingår i släktet Pseudognaptodon och familjen bracksteklar. Inga underarter finns listade i Catalogue of Life.